# Begonia cubensis
Begonia cubensis es una especie de planta perenne perteneciente a la familia Begoniaceae. Es originaria de Cuba. 

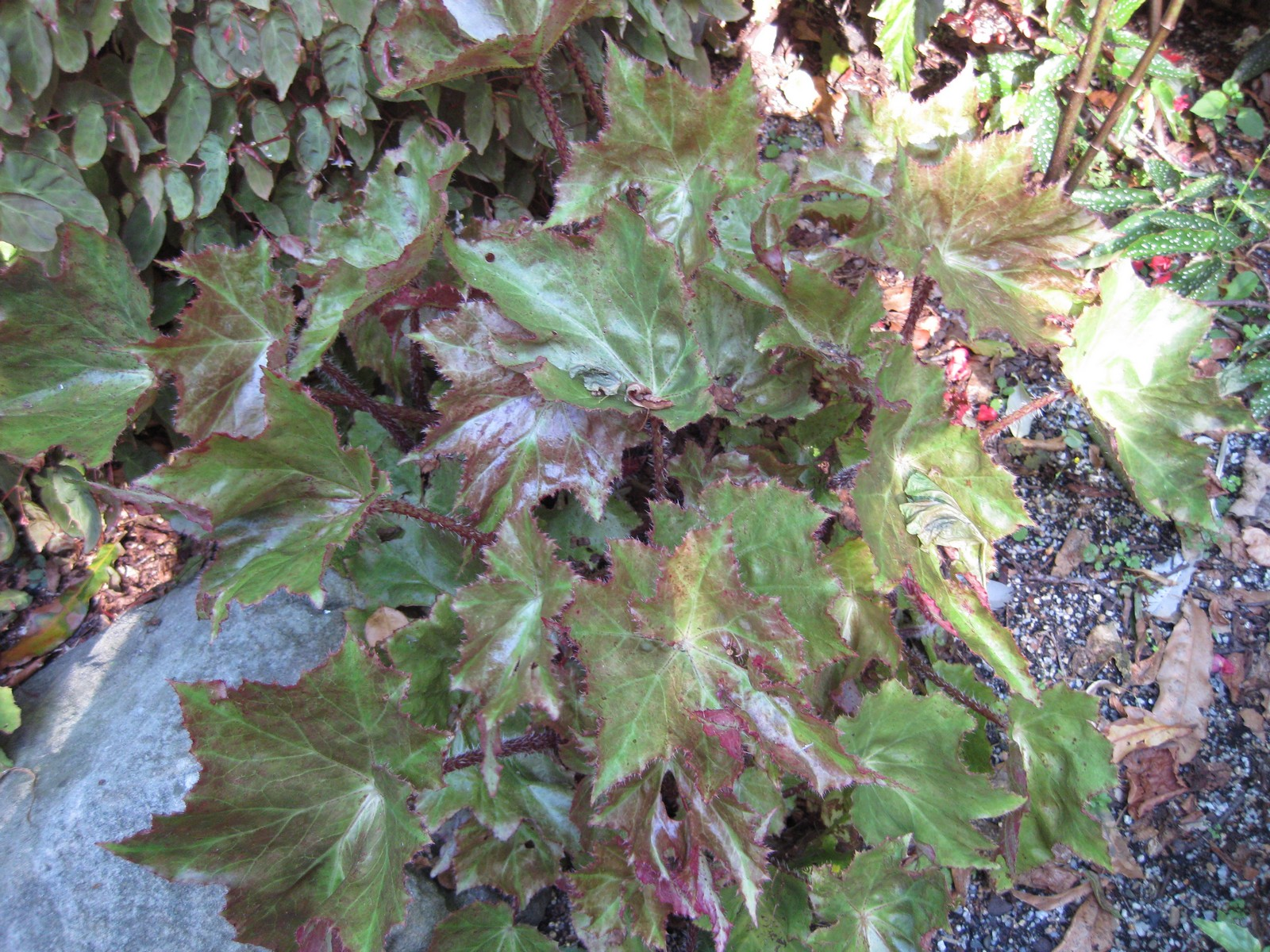
Vista de la planta

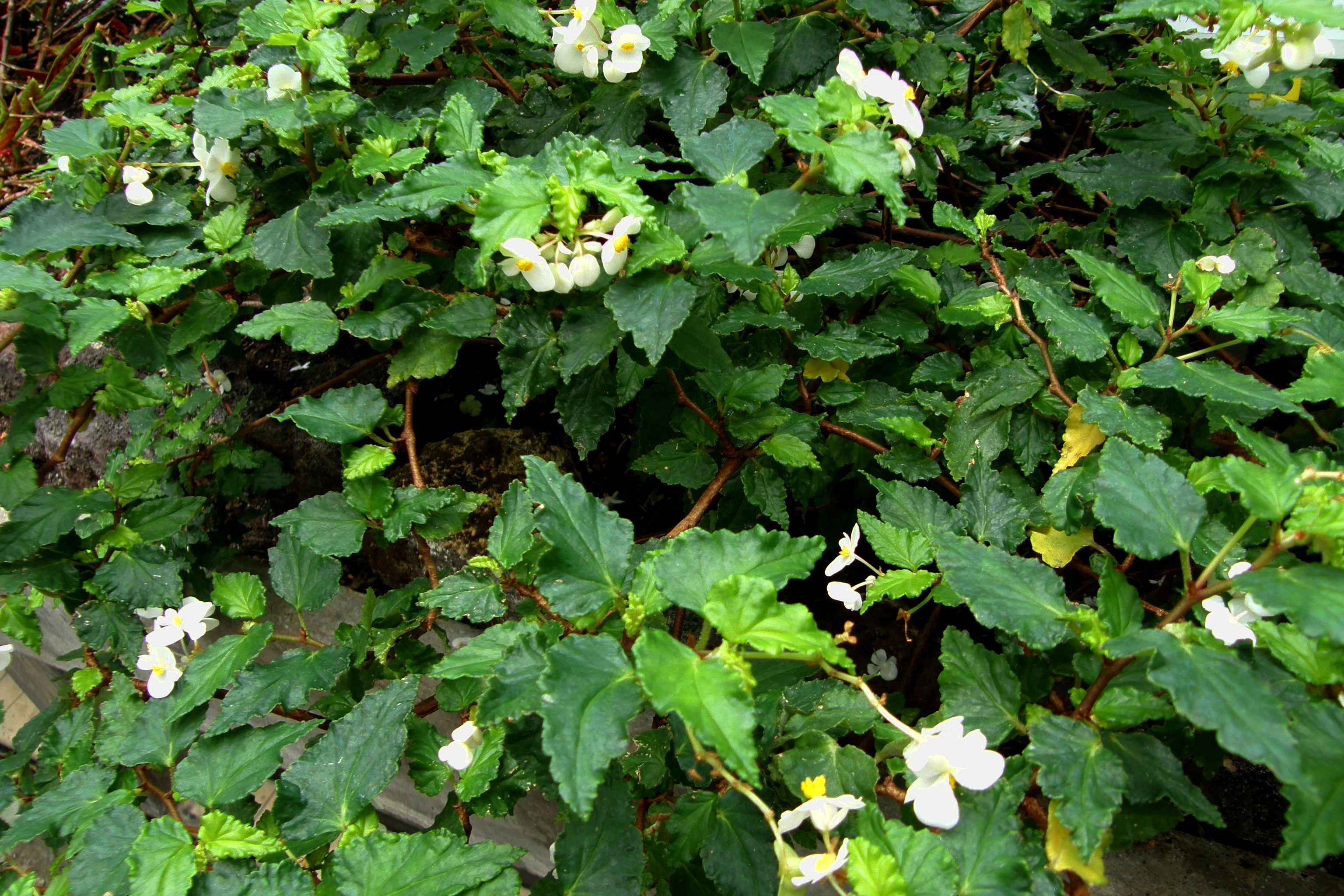
Detalle

## Descripción
Begonia cubensis es conocida por sus coloridas flores y hojas atractivas. Tiene pequeñas hojas verdes, onduladas, grises y cortas con semi-tallos leñosos delgados. Crece en lugares húmedos y calientes en una amplia gama de suelos bien drenados, desde la arena al franco arcilloso. Las plantas son monoicas. Babosas, caracoles y orugas comen las hojas de Begonia cubensis. Los áfidos pueden infestar Begonia cubensis haciendo que las hojas se marchiten. En muchos lugares la gente come especies locales de Begonia. Sin embargo, Begonia cubensis tiene un sabor amargo; por lo tanto, no se prefiere entre otras especies de la misma familia.
Begonia cubensis se sabe que tienen un efecto laxante y se utiliza con fines medicinales. Mezclas de medicamentos se pueden preparar de diferentes maneras. Una mezcla hecha por remojo de las flores en agua caliente ayuda a erradicar los dolores de cabeza y elimimar el cuerpo de toxinas. Las flores y las hojas machacadas también se pueden frotar directamente sobre la piel para ayudar a aliviar el dolor y curar heridas o quemaduras.

## Taxonomía
Begonia cubensis fue descrita por Justus Carl Hasskarl y publicado en Hortus Bogoriensis Descriptus 342. 1858.
Etimología
Begonia: nombre genérico, acuñado por Charles Plumier, un referente francés en botánica, honra a Michel Bégon, un gobernador de la excolonia francesa de Haití, y fue adoptado por Linneo.
cubensis: epíteto geográfico que alude a su localización en Cuba.
sinonimia
- Begonia cubincola A.DC.
- Begonia lindeniana A.DC.
- Begonia plagioneura Milne-Redh.[5]